# Shannon (Geórgia)
Shannon é uma Região censo-designada localizada no estado americano de Geórgia, no Condado de Floyd.

## Demografia
Segundo o censo americano de 2000, a sua população era de 1682 habitantes.

## Geografia
De acordo com o United States Census Bureau tem uma área de 13,0 km², dos quais 13,0 km² cobertos por terra e 0,0 km² cobertos por água. Shannon localiza-se a aproximadamente 193 m acima do nível do mar.

## Localidades na vizinhança
O diagrama seguinte representa as localidades num raio de 24 km ao redor de Shannon.